# Dichromia sagitta
Dichromia sagitta är en fjärilsart som beskrevs av Fabricius 1775. Dichromia sagitta ingår i släktet Dichromia och familjen nattflyn. Inga underarter finns listade i Catalogue of Life.

## Bildgalleri

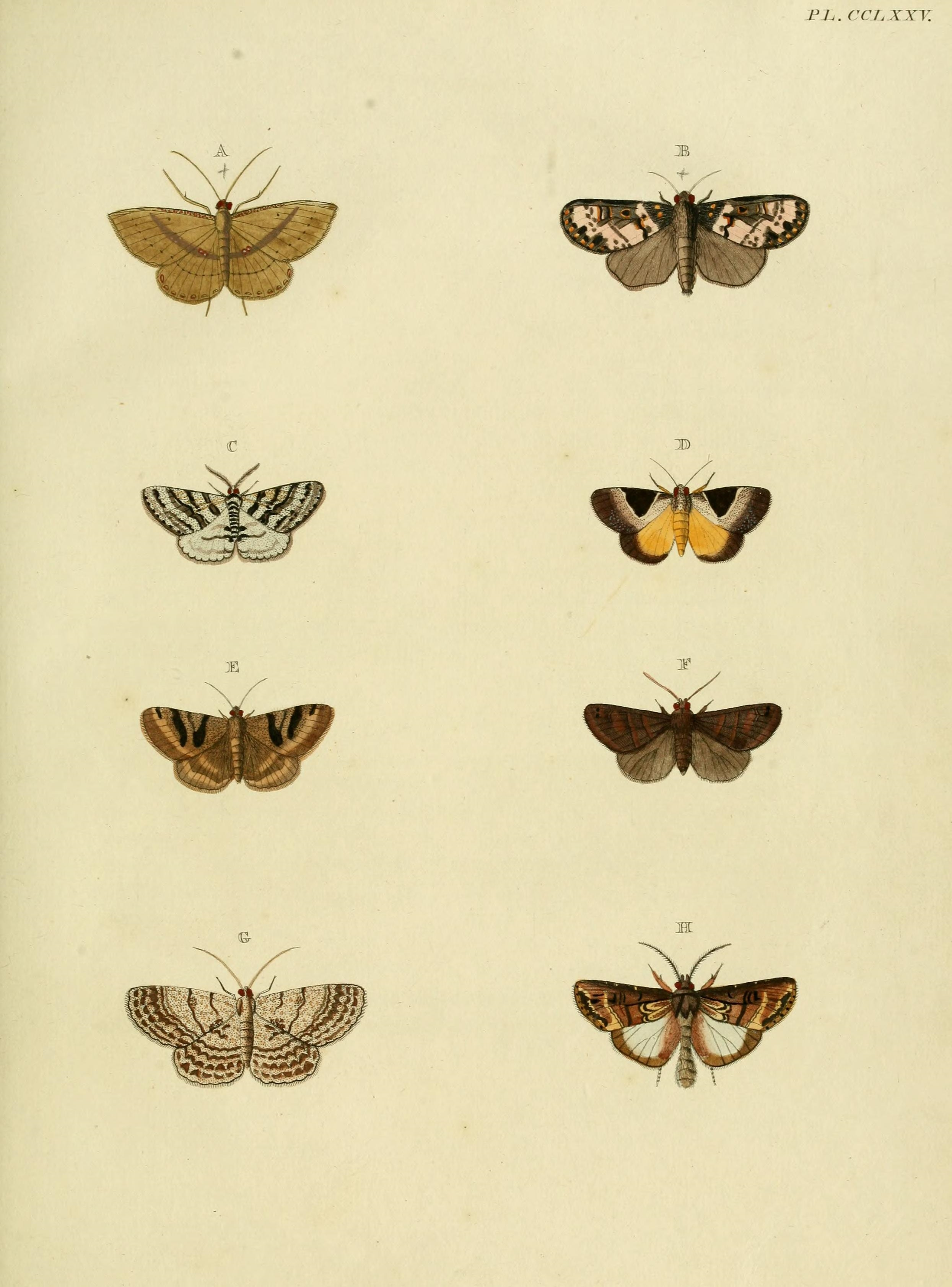